# Wahlkreis Darmstadt-Dieburg I
Der Wahlkreis Darmstadt-Dieburg I (Wahlkreis 51) ist ein Landtagswahlkreis im hessischen Landkreis Darmstadt-Dieburg. Der Wahlkreis umfasst die im Westen des Landkreises gelegenen Städte und Gemeinden Alsbach-Hähnlein, Bickenbach, Erzhausen, Griesheim, Messel, Pfungstadt, Seeheim-Jugenheim und Weiterstadt.
Insgesamt wohnen im Wahlkreis rund 116.000 Menschen. Die Bevölkerungsdichte liegt bei 671 Einwohnern je km². Ökonomisch gehört der Wahlkreis zum Rhein-Main-Gebiet, wobei die Bevölkerung über eine geringere Arbeitslosenquote (November 2007: Landkreis Darmstadt-Dieburg: 5,4 %, Hessen: 6,8 %) und ein höheres verfügbares Einkommen (2005: Landkreis Darmstadt-Dieburg: 19.342 €, Hessen: 18.750 €) verfügt.

## Wahl 2023
| Landtagswahl in Hessen 2023 – WK Darmstadt-Dieburg IZweitstimmen %403020100 32,5 %17,2 %16,9 %16,6 %5,2 %2,7 %2,7 %1,7 %1,2 %1,0 %2,3 % CDUSPDAfDGrüneFDPLinkeFWTierschutzVoltPARTEISonst.Gewinne und Verlusteim Vergleich zu 2018 %p 8 6 4 2 0 −2 −4 −6+7,5 %p−3,7 %p+4,8 %p−5,3 %p−2,2 %p−3,3 %p± 0,0 %p+0,5 %p+1,2 %p+0,3 %p+0,1 %pCDUSPDAfDGrüneFDPLinkeFWTierschutzVoltPARTEISonst. |

| Gegenstand der Nachweisung | Gegenstand der Nachweisung | Erst- stimmen | Erst- stimmen | Zweit- stimmen | Zweit- stimmen |
| Bewerber                   | Partei                     | Anzahl        | %             | Anzahl         | %              |
| -------------------------- | -------------------------- | ------------- | ------------- | -------------- | -------------- |
| Wahlberechtigte            | Wahlberechtigte            | 81.545        | 81.545        | 81.545         | 81.545         |
| Wähler                     | Wähler                     | 55.099        | 55.099        | 55.099         | 67,6           |
| Ungültige Stimmen          | Ungültige Stimmen          | 917           | 1,7           | 795            | 1,4            |
| Gültige Stimmen            | Gültige Stimmen            | 54.182        | 98,3          | 54.304         | 98,6           |
| davon                      |                            |               |               |                |                |
| Maximilian Schimmel        | CDU                        | 18.337        | 33,8          | 17.636         | 32,5           |
| Torsten Leveringhaus       | GRÜNE                      | 7.885         | 14,6          | 9.007          | 16,6           |
| Heike Hofmann              | SPD                        | 12.976        | 23,9          | 9.316          | 17,2           |
| Roman Bausch               | AfD                        | 8.585         | 15,8          | 9.192          | 16,9           |
| Mathias Zeuner             | FDP                        | 2.219         | 4,1           | 2.810          | 5,2            |
| Georg Gräff                | Die Linke                  | 1.436         | 2,7           | 1.478          | 2,7            |
| Frank Jaschinski           | Freie Wähler               | 1.651         | 3,0           | 1.467          | 2,7            |
|                            | Tierschutzpartei           |               |               | 947            | 1,7            |
| Roland Hardt               | Die PARTEI                 | 1.093         | 2,0           | 569            | 1,0            |
|                            | Piraten                    |               |               | 180            | 0,3            |
|                            | ÖDP                        | 122           | 0,2           |                |                |
|                            | P. f. schulm. Verjf.       | 28            | 0,1           |                |                |
|                            | V-Partei³                  | 197           | 0,4           |                |                |
|                            | PdH                        | 87            | 0,2           |                |                |
|                            | ABG                        | 83            | 0,2           |                |                |
|                            | APPD                       | 20            | 0,0           |                |                |
|                            | Basis                      | 318           | 0,6           |                |                |
|                            | DKP                        | 40            | 0,1           |                |                |
|                            | DIE NEUE MITTE             | 25            | 0,0           |                |                |
|                            | Volt                       | 638           | 1,2           |                |                |
|                            | Klimaliste                 | 144           | 0,3           |                |                |

## Wahl 2018
| Gegenstand der Nachweisung | Gegenstand der Nachweisung    | Wahlkreis- stimmen | Wahlkreis- stimmen | Landes- stimmen | Landes- stimmen |
| Kreiswahlbewerber/in       | Partei                        | Anzahl             | %                  | Anzahl          | %               |
| -------------------------- | ----------------------------- | ------------------ | ------------------ | --------------- | --------------- |
| Wahlberechtigte            | Wahlberechtigte               | 85.545             | 100,0              | 85.545          | 100,0           |
| Wähler                     | Wähler                        | 59.433             | 69,5               | 59.433          | 69,5            |
| Ungültige Stimmen          | Ungültige Stimmen             | 1.427              | 2,4                | 1.272           | 2,1             |
| Gültige Stimmen            | Gültige Stimmen               | 58.006             | 97,6               | 58.161          | 97,9            |
| davon                      |                               |                    |                    |                 |                 |
| Lutz Köhler                | CDU                           | 14.993             | 25,8               | 14.556          | 25,0            |
| Heike Hofmann              | SPD                           | 16.025             | 27,9               | 12.171          | 20,9            |
| Torsten Leveringhaus       | GRÜNE                         | 11.412             | 19,7               | 12.677          | 21,8            |
| Alexander Speckhardt       | LINKE                         | 2.936              | 5,1                | 3.501           | 6,0             |
| Holger Wegstein            | FDP                           | 3.826              | 6,6                | 4.281           | 7,4             |
| Jürgen Sobich              | AfD                           | 6.516              | 11,2               | 7.084           | 12,2            |
| –                          | PIRATEN                       | -                  | -                  | 313             | 0,5             |
| Friedrich Herrmann         | Freie Wähler Hessen           | 2.118              | 3,7                | 1.526           | 2,6             |
| –                          | NPD                           | -                  | -                  | 87              | 0,1             |
| –                          | Die PARTEI                    | -                  | -                  | 391             | 0,4             |
| –                          | ödp                           | -                  | -                  | 151             | 0,3             |
| –                          | Die Grauen                    | -                  | -                  | 121             | 0,2             |
| –                          | BüSo                          | -                  | -                  | 7               | 0,0             |
| –                          | AD-Demokraten                 | -                  | -                  | 87              | 0,1             |
| –                          | Bündnis C                     | -                  | -                  | 224             | 0,3             |
| –                          | BGE                           | -                  | -                  | 162             | 0,3             |
| –                          | Die Violetten                 | -                  | -                  | 46              | 0,1             |
| –                          | Liberal-Konservative Reformer | -                  | -                  | 26              | 0,0             |
| –                          | Menschliche Welt              | -                  | -                  | 33              | 0,0             |
| –                          | Die Humanisten                | -                  | -                  | 57              | 0,1             |
| –                          | Gesundheitsforschung          | -                  | -                  | 80              | 0,1             |
| –                          | Tierschutz                    | -                  | -                  | 682             | 1,2             |
| –                          | V-Partei³                     | -                  | -                  | 68              | 0,1             |

Die direkt gewählte Wahlkreisabgeordnete Heike Hofmann (SPD) vertritt den Wahlkreis im Landtag.

## Wahl 2013
| Gegenstand der Nachweisung | Gegenstand der Nachweisung                                                                                 | Wahlkreis- stimmen | Wahlkreis- stimmen | Landes- stimmen | Landes- stimmen |
| Kreiswahlbewerber/in       | Partei | Anzahl             | %                  | Anzahl          | %               |
| -------------------------- | --- | ------------------ | ------------------ | --------------- | --------------- |
| Wahlberechtigte            | Wahlberechtigte                                                                                            | 85.348             | 100,0              | 85.348          | 100,0           |
| Wähler                     | Wähler | 64.618             | 75,7               | 64.618          | 75,7            |
| Ungültige Stimmen          | Ungültige Stimmen                                                                                          | 2.231              | 3,5                | 1.738           | 2,7             |
| Gültige Stimmen            | Gültige Stimmen                                                                                            | 62.387             | 100,0              | 62.880          | 100,0           |
| davon                      | |                    |                    |                 |                 |
| Sven Holzhauer             | CDU Hessen                                                                                                 | 24.496             | 39,3               | 22.557          | 35,9            |
| Heike Hofmann              | SPD Hessen                                                                                                 | 25.528             | 40,9               | 20.265          | 32,2            |
| Heinz-Jürgen Seifert-Hegel | FDP Hessen                                                                                                 | 1.453              | 2,3                | 2.908           | 4,6             |
| Christian Grunwald         | Bündnis 90/Die Grünen Hessen (GRÜNE)                                                                       | 6.228              | 10,0               | 8.430           | 13,4            |
| Patrik Ebbers              | Die Linke Hessen                                                                                           | 2.792              | 4,5                | 2.867           | 4,6             |
|                            | Freie Wähler Hessen                                                                                        | x                  | x                  | 565             | 0,9             |
|                            | Nationaldemokratische Partei Deutschlands (NPD)                                                            | x                  | x                  | 521             | 0,8             |
|                            | Die Republikaner (REP)                                                                                     | x                  | x                  | 123             | 0,2             |
| Norbert Rücker             | Piratenpartei Deutschland (PIRATEN)                                                                        | 1.890              | 3,0                | 1.537           | 2,4             |
|                            | Bürgerrechtsbewegung Solidarität (BüSo)                                                                    | x                  | x                  | 22              | 0,0             |
|                            | Aktive Demokratie direkt (ADd)                                                                             | x                  | x                  | 91              | 0,1             |
|                            | Die Grauen (AGP)                                                                                           | x                  | x                  | 53              | 0,1             |
|                            | Alternative für Deutschland (AfD)                                                                          | x                  | x                  | 2.438           | 3,9             |
|                            | Autofahrer- und Volksinteressenpartei (AVIP)                                                               | x                  | x                  | 58              | 0,1             |
|                            | Lärmfolter-Umwelt-Politik-ehrlich (LUPe)                                                                   | x                  | x                  | 25              | 0,0             |
|                            | Ökologisch-Demokratische Partei (ÖDP)                                                                      | x                  | x                  | 76              | 0,1             |
|                            | Partei für Arbeit, Rechtsstaat, Tierschutz, Elitenförderung und basisdemokratische Initiative (Die PARTEI) | x                  | x                  | 317             | 0,5             |
|                            | PSG | x                  | x                  | 27              | 0,0             |

Heike Hofmann zog als Gewinner des Direktmandats in den Landtag ein. Mit einem Vorsprung von 1.032 Wahlkreisstimmen gehört das Ergebnis in dem Wahlkreis zu den knappsten in Hessen. Der Wahlkreis gehört zu denen mit dem höchsten Anteil an ungültigen Stimmen (4,0 %) in Hessen.

## Wahl 2009
Im Wahlkreis waren 84.319 Einwohner wahlberechtigt.
Wahlkreisergebnis der Landtagswahl in Hessen 2009:
| Direktkandidat     | Partei    | Erststimmen in % | Zweitstimmen in % |
| ------------------ | --------- | ---------------- | ----------------- |
| Gottfried Milde    | CDU       | 37,0             | 33,7              |
| Heike Hofmann      | SPD       | 34,9             | 23,0              |
| Michael Krug       | FDP       | 12,3             | 17,1              |
| Brigitte Harth     | Grüne     | 10,8             | 17,3              |
| Martin Deistler    | Die Linke | 03,8             | 05,0              |
| –                  | REP       | –                | 00,4              |
| –                  | FW        | –                | 01,7              |
| Wolf-Jürgen Zeuner | NPD       | 01,2             | 01,0              |
| –                  | PIRATEN   | –                | 00,7              |
| –                  | BüSo      | –                | 00,2              |

Neben Gottfried Milde als Gewinner des Direktmandats ist aus dem Wahlkreis noch Heike Hofmann über die Landesliste in den Landtag eingezogen.

## Wahl 2008
Bei der Landtagswahl in Hessen 2008 traten folgende Kandidaten an:
| Direktkandidat     | Partei    | Erststimmen in % | Zweitstimmen in % |
| ------------------ | --------- | ---------------- | ----------------- |
| Gottfried Milde    | CDU       | 34,2             | 33,1              |
| Heike Hofmann      | SPD       | 45,1             | 39,9              |
| Brigitte Harth     | Grüne     | 07,3             | 09,0              |
| Michael Krug       | FDP       | 07,3             | 09,5              |
| Martin Deistler    | Die Linke | 03,0             | 04,4              |
| Uwe Bauer          | REP       | 01,2             | 00,9              |
| Friedrich Herrmann | FW        | 01,1             | 00,7              |
| Wolf-Jürgen Zeuner | NPD       | 00,7             | 00,8              |

## Bisherige Abgeordnete
Direkt gewählte Abgeordnete des Wahlkreises Darmstadt-Dieburg I (bis 1982, Darmstadt-Dieburg-West) waren:
| Jahr | Direktkandidat      | Partei | Erststimmen in % |
| ---- | ------------------- | ------ | ---------------- |
| 2023 | Maximilian Schimmel | CDU    | 33,8             |
| 2018 | Heike Hofmann       | SPD    | 27,9             |
| 2013 | Heike Hofmann       | SPD    | 40,9             |
| 2009 | Gottfried Milde     | CDU    | 37,0             |
| 2008 | Heike Hofmann       | SPD    | 45,1             |
| 2003 | Gottfried Milde     | CDU    | 46,9             |
| 1999 | Harald Polster      | SPD    | 44,5             |
| 1995 | Harald Polster      | SPD    | 44,8             |
| 1991 | Harald Polster      | SPD    | 45,4             |
| 1987 | Karl Schneider      | SPD    |                  |
| 1983 | Karl Schneider      | SPD    | 47,8             |
| 1982 | Karl Schneider      | SPD    | 44,7             |